# Jacob Christian Jacobsen
Jacob Christian Jacobsen (2 de setembro de 1811 - 30 de abril de 1887) foi um industrial e filantropo dinamarquês, em geral conhecido por J. C. Jacobsen ou I. C. Jacobsen, que fundou a cervejeira Carlsberg e que está na origem de um importante conjunto de fundações e outras instituições de carácter filantrópico, cultural e científico de grande relevância.
JC Jacobsen não tinha qualquer educação científica formal, embora tivesse assistido a algumas conferências e aulas do famoso físico Hans Christian Ørsted.
Na década de 1840 Jacobsen compreendeu que a produção de cerveja, que até ali se fazia em múltiplas pequenas empresas artesanais, poderia beneficiar da industrialização e da introdução na sua confeção dos novos conhecimentos científicos e tecnológicos nas áreas da fermentação e da microbiologia.
Com essa ideia, fundou em 1844 a empresa cervejeira Carlsberg, assim chamada a partir do nome do seu filho, Carl, localizando-a nos arredores de Copenhaga, local aonde ainda mantém parte importante das suas actividades.
Dando jus à sua fama de filantropo e de grande interessado na ciência, em 1876, cria a Fundação Carlsberg, destinada a apoiar a investigação científica, e determina que 51% das acções da Carlsberg pertençam sempre àquela Fundação. A Fundação, por seu lado deve ser administrada por cinco académicos dinamarqueses eleitos de entre os sócios da Real Academia Dinamarquesa de Ciências, assumindo assim aquela academia uma posição majoritária na condução da empresas e das suas associadas.
Em resultado do legado, a partir de 1899 a Real Academia instala-se num edifício neo-renascentista concebido para sede conjunta da academia e da Fundação Carlsberg. A mansão de Jacobsen passou a servir de residência a uma personalidade académica escolhida pela Academia, sendo hoje a Academia Carlsberg, servindo para conferências e reuniões científicas sob os auspícios da Real Academia.
A grande e valiosa colecção de arte de JC Jacobsen está em exposição na Ny Carlsberg Glyptotek, um museu fundado pelo seu filho Carl, que hoje se conta entre as melhores galerias do mundo.